# Mainstream rock
Mainstream rock (ook wel heritage rock genoemd) is een radioformat dat in de Verenigde Staten en Canada veel gebruikt wordt door commerciële radiostations. 

## Achtergrond
Mainstream rockstations bevinden zich qua programmering tussen classic rock- en active rockstations. Zij draaien meer classic rock dan active rock maar daarentegen meer modern rock dan classic rock. Op verschillende manieren kan de mainstream rock gezien worden als het gevolg van de albumgeoriënteerde rock (de AOR) dat in de jaren '70 ontstond. Veel van deze radiostations zijn in deze periode ontstaan en worden door verschillende organisaties als Billboard en de R&R als heritage rock-stations genoemd. 

## Rock Airplay Chart
De Rock Airplay Chart is een hitlijst die bestaat uit de huidige hits op de rockradiostations en is een onderdeel van de Billboard Mainstream Rock Tracks, een van de drie op rock georiënteerde hitlijsten in de Verenigde Staten. Deze lijst is exclusief van de R&R en bestaat uit dertig nummers die gebaseerd zijn op radioairplay. Vierentwintig radiostations worden door Nielsen Broadcast Data Systems gedurende een volledige week elektronisch bijgehouden. De nummers worden gesorteerd op de hoogste spins. 

## Enkele mainstream rockstations
- WLUP in Chicago, IL
- KRXQ 98 Rock in Sacramento, CA
- WEBN in Cincinnati, OH
- WAPL in Appleton, WI
- KZRR in Albuquerque, NM,
- KEZO in Omaha, NE,
- WDVE in Pittsburgh PA,
- WHJY in Providence, RI,
- KSQY in Rapid City, SD,
- WAQY in Springfield, MA,
- KSHE in St. Louis
- KZOZ in San Luis Obispo, CA